# Akava
Akava är en facklig centralorganisation för akademiker i Finland och består av 36 medlemsförbund som organiserar högutbildade efter yrke eller examen. Organisationen har över 600 000 medlemmar (2023).
Den 14 november 2022 valdes Maria Löfgren till Akavas ordförande. 
Akava organiserar även studenter genom Akavas studeranderåd (Akavan opiskelijat, Akavas studeranden). Akavas förbund  har omkring 115 000 studerandemedlemmar.
Akava är medlem av Europeiska fackliga samorganisationen (EFS).

## Akademiker- och tjänstemannafack i Norden
- Sverige
  - Tjänstemännens Centralorganisation (TCO)
  - Sveriges akademikers centralorganisation (SACO)
- Danmark
  - Funktionærernes og Tjenestemændenes Fællesråd (FTF)
  - Akademikernes centralorganisation (AC)
- Norge
  - Utdanningsgruppenes Hovedorganisasjon (UNIO)
  - Yrkesorganisasjonenes Sentralforbund (YS)
- Island
  - Förbundet för statligt och kommunalt anställda (BSRS)
- Finland
  - Tjänstemannacentralorganisationen (STTK)